# Gare de Chōjagahama Shiosai Hamanasu Kōenmae
La gare de Chōjagahama Shiosai Hamanasu Kōenmae (長者ヶ浜潮騒はまなす公園前駅, Chōjagahama Shiosai Hamanasu Kōenmae-eki) est une gare ferroviaire localisée dans la ville de Kashima, dans la préfecture d'Ibaraki au Japon. La gare est exploitée par la compagnie Kashima Rinkai Tetsudo (KRT), sur la  ligne Ōarai Kashima. La particularité de la gare est d'être avec la gare de Minamiaso Mizu-no-Umareru-Sato Hakusui-Kōgen, la gare ayant le nom le plus long du Japon dans le système d'écriture japonais,. Jusqu'en 1990, la gare ayant le plus grand nom était détenue par la station de Nishisen kujō asahiyama kōen dōri (西線9条旭山公園通停留場, Nishisen kujō asahiyama kōen dōri-teiryūba) du tramway de Sapporo dans la préfecture d'Hokkaidō.

## Situation ferroviaire
Établie à 39 mètres d'altitude, la gare de Chōjagahama Shiosai Hamanasu Kōenmae est située au point kilométrique (PK) 48.8 de la ligne Ōarai Kashima.

## Histoire
C'est le 18 novembre 1990 que la gare est inaugurée

## Service des voyageurs

### Accueil
La gare est une halte sans service et sans personnel.

### Desserte
La gare de Chōjagahama Shiosai Hamanasu Kōenmae est une gare disposant d'un quai et d'une voie.
| N° de voie | Ligne         | Direction |
| ---------- | ------------- | --------- |
| -          | Ōarai Kashima | Mito      |
| -          | Ōarai Kashima | Kashima   |

Installations et desserte
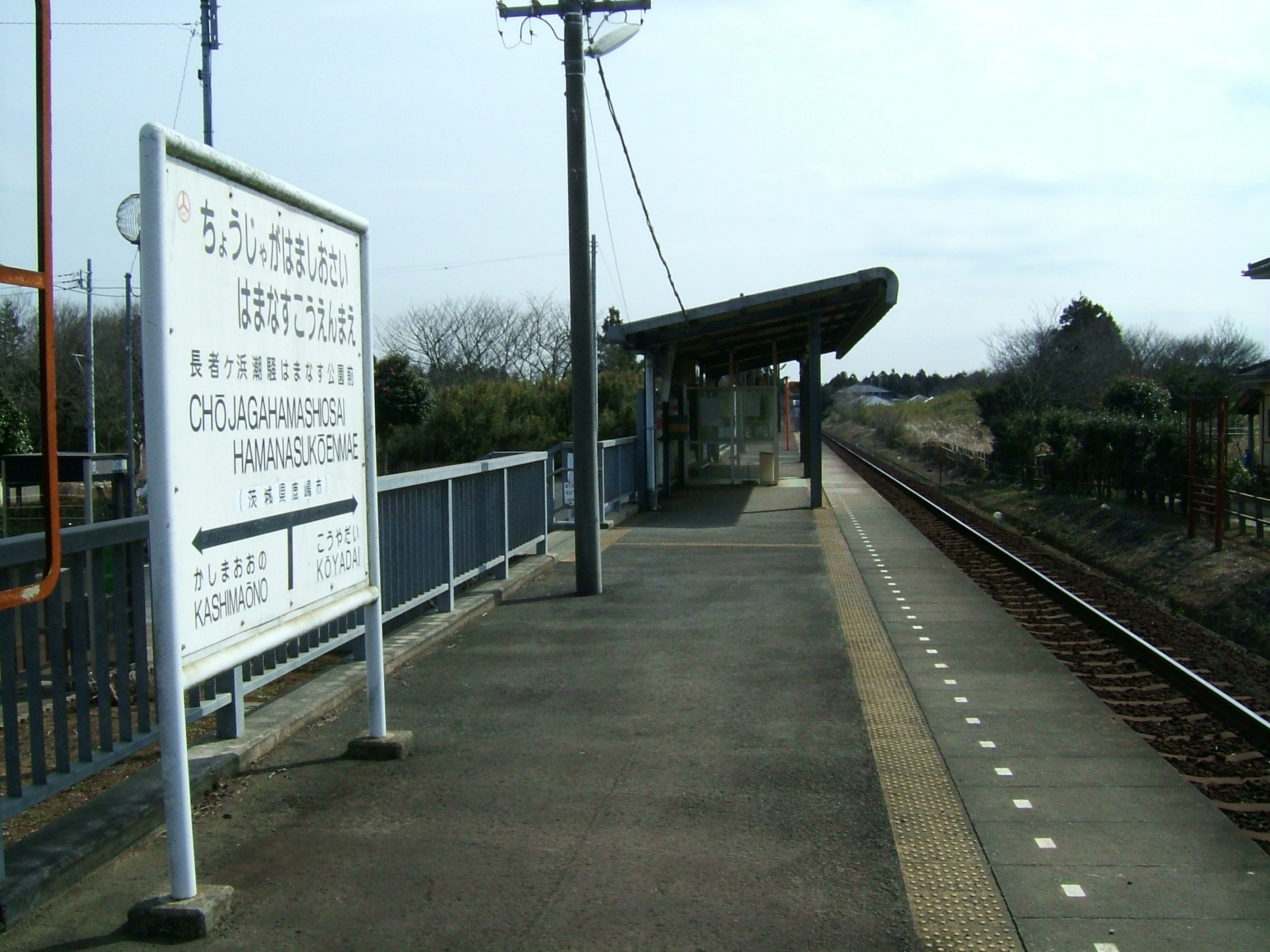
Vue sur le quai et voie.
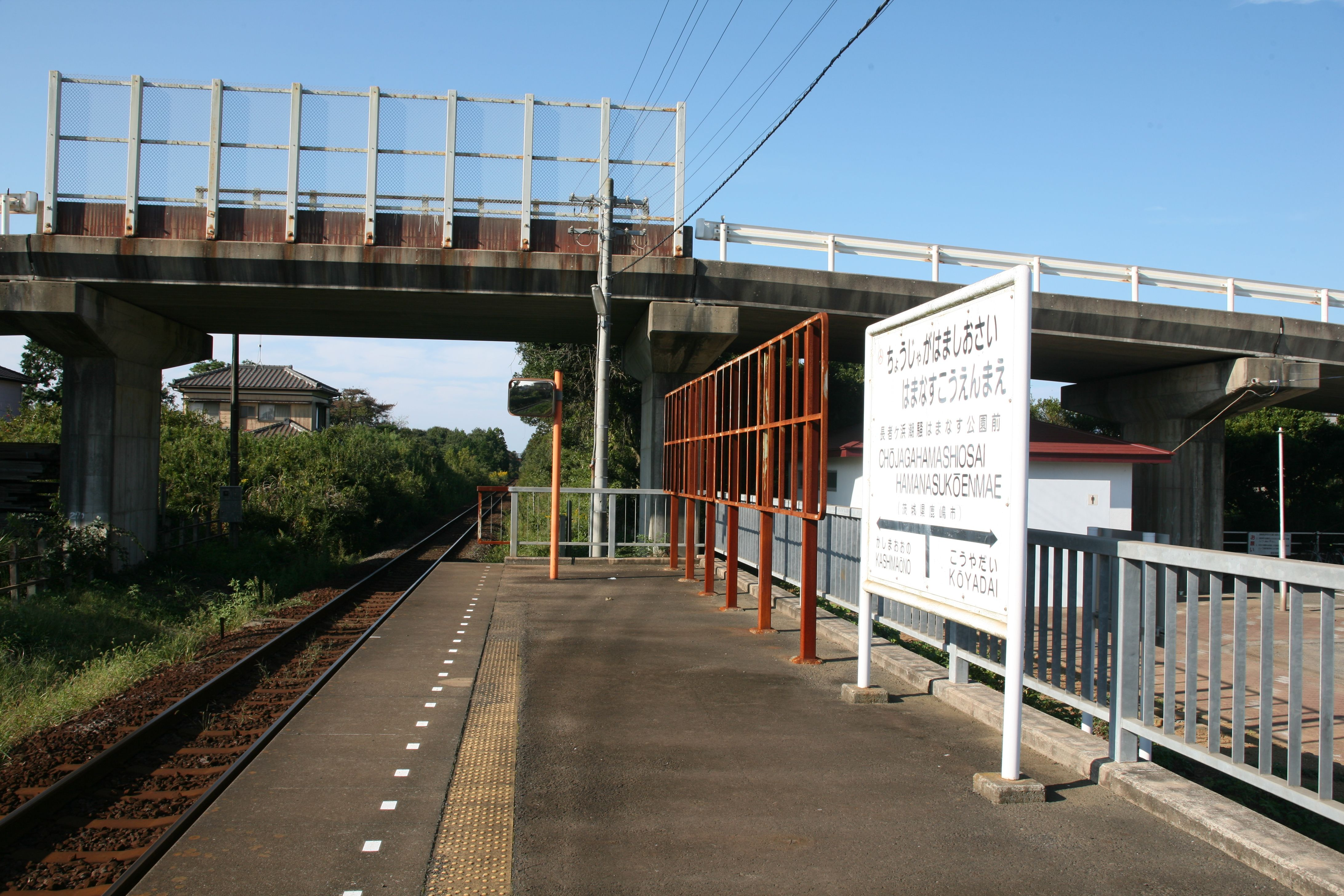
Vue sur le quai et voie.
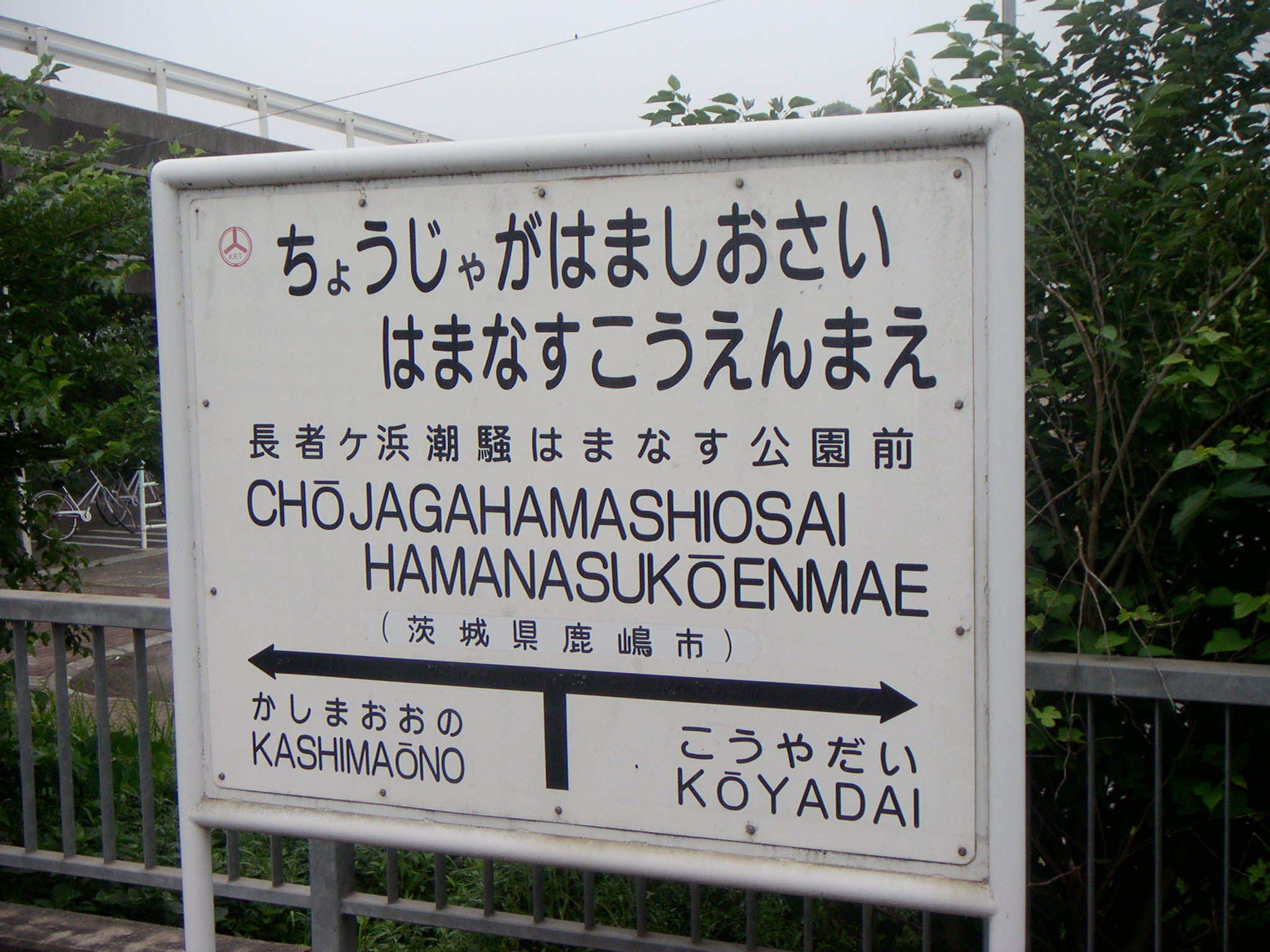
Panneau d'identification de la gare.
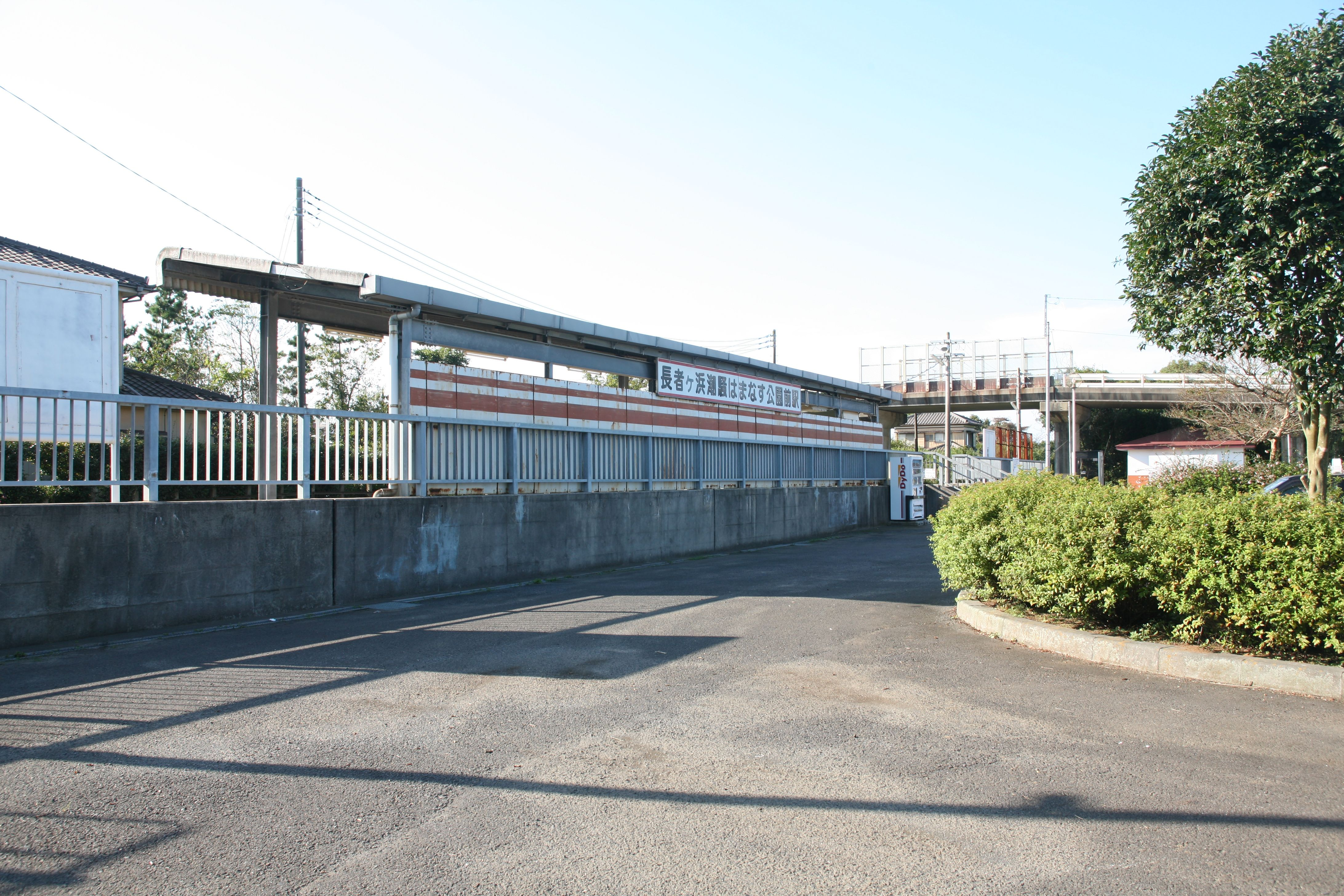
Local d'entrée.